# Людвіг Берне

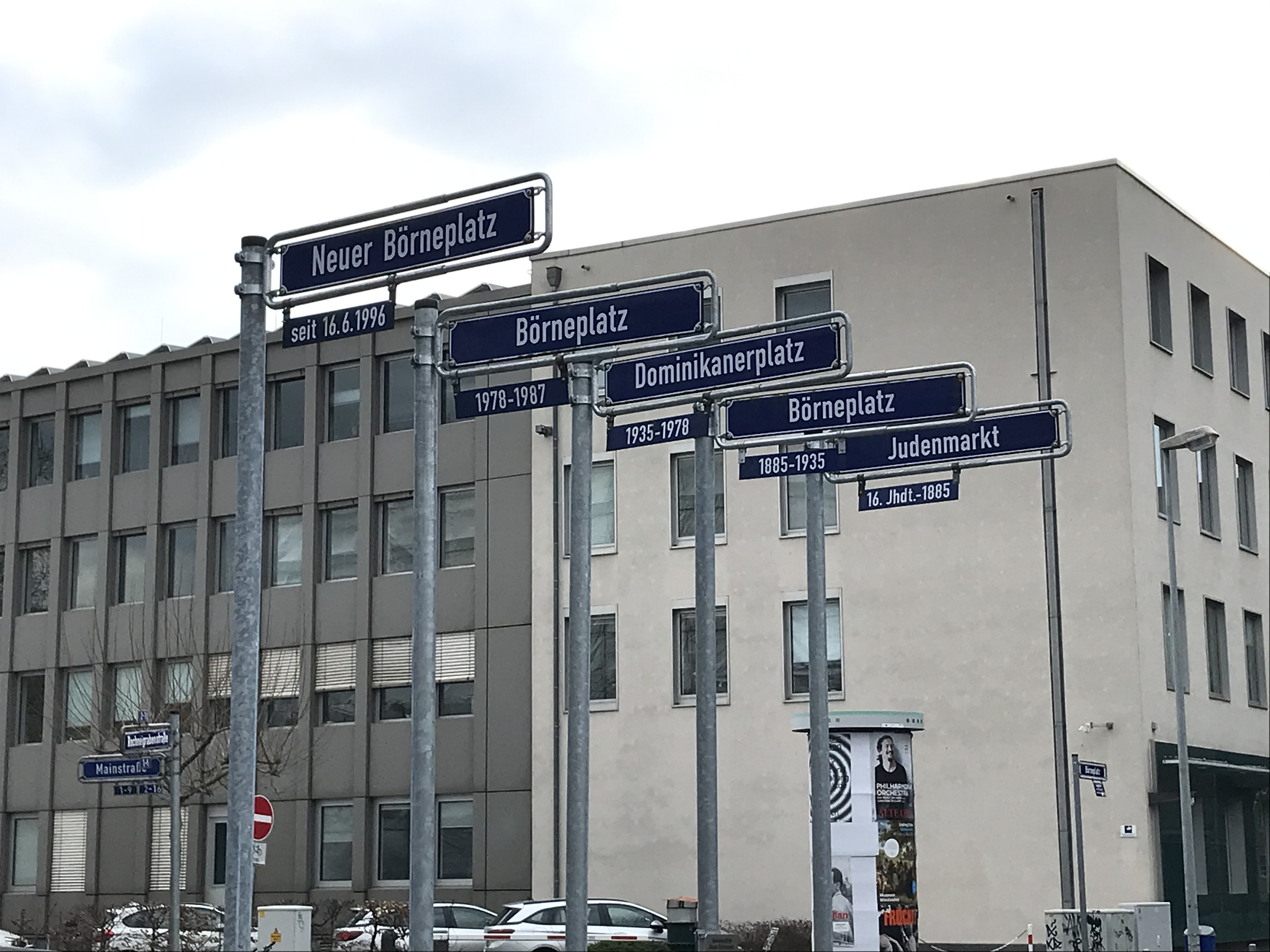
Neuer Börneplatz Франкфурт-на-Майні

Карл Людвіг Берне (народився як Леб Барух ; 6 травня 1786 — 12 лютого 1837) — німецько-єврейський політичний письменник і сатирик, якого вважають приналежним до руху «Молода Німеччина».

## Біографія
Карл Людвіг Берне народився як Леб Барух 6 травня 1786 року у Франкфурті-на-Майні в єврейській родині. Він був сином Якоба Баруха, банкіра. Його дід був урядовим чиновником.
Берне та його брати приватно навчалися у Якоба Сакса, а пізніше у ректора Моше. У віці 14 років він вивчав медицину у професора Гетцеля в Гіссені. Через рік його відправили вивчати медицину до Берліна під керівництвом лікаря Маркуса Герца, у будинку якого він жив.  У віці 16 років Барух закохався в 38-річну дружину свого покровителя Генрієтту Герц. Після смерті її чоловіка в 1803 році він зізнався їй, що кохає її в серії листів. Коли він вступив до університету Галле, вона мала вплив на його навчання у професора Рейла. Він вивчав конституційне право та політологію в університетах Гейдельберга та Гіссена. Там він отримав ступінь доктора філософії в 1809 році з дисертацією Ueber die Geometrische Vertheilung der Staatsgebiete .
Повернувшись до Франкфурта, тепер столиці великого герцогства під суверенітетом князя-єпископа Карла фон Дальберга, він отримав у цьому місті. (1811) призначення поліцейського актуарія.
У 1814 році йому довелося залишити свій пост через національну приналежність. Озлоблений утисками, яких зазнавали євреї в Німеччині, він зайнявся журналістикою та редагував франкфуртські ліберальні газети Staatsristretto та Die Zeitschwingen .
У 1818 році він прийняв лютеранський протестантизм, змінивши своє ім'я з Леб Барух на Людвіг Берне. З 1818 по 1821 рік він був редактором Die Wage, газети, яка вирізнялася жвавими політичними статтями та кваліфікованою, але саркастичною театральною критикою. Ця газета була придушена поліцією, і в 1821 році Берне відійшов від журналістики і вів спокійне життя в Парижі, Гамбурзі та Франкфурті.
Після Липневої революції (1830) він поспішив переїхати до Парижа, сподіваючись знайти суспільство ближче до його власних уявлень про свободу. Хоча до певної міри розчарований у своїх сподіваннях, він більше не сприймав політичний стан Німеччини прихильно; це надало додаткового запалу блискучим сатиричним листам (Briefe aus Paris, 1830—1833, опубліковані в Парижі, 1834) , які він почав публікувати в своєму останньому літературному проекті, La Balance, відродженні «Заробітної платні». «Briefe aus Paris» стали найважливішою публікацією Берна і визначною віхою в історії німецької журналістики. Після її появи його почали вважати провідним мислителем у Німеччині того часу.
Твори Берна відомі своїм блискучим стилем і ретельною французькою сатирою. Його найкращі критичні статті можна знайти в « Похвалі Жану Полю» (1826) — письменнику, до якого він ставився з теплою симпатією і захопленням, в « Драматичних листах» (1829—1834) і в дотепній сатирі « Менцель — франкожер» (1837). Він також написав низку оповідань та нарисів, найвідомішими з яких є «Монографія про німецьку пошту» (1829) та «Поет» (1822).